# Берентал
Берентал (њем. Bärenthal) општина је у њемачкој савезној држави Баден-Виртемберг. Једно је од 34 општинска средишта округа Тутлинген. Према процјени из 2010. у општини је живјело 451 становника. Посједује регионалну шифру (AGS) 8327004.

## Географски и демографски подаци
Берентал се налази у савезној држави Баден-Виртемберг у округу Тутлинген. Општина се налази на надморској висини од 669 метара. Површина општине износи 12,7 km². У самом мјесту је, према процјени из 2010. године, живјело 451 становника. Просјечна густина становништва износи 36 становника/km².